# Гринстедская церковь

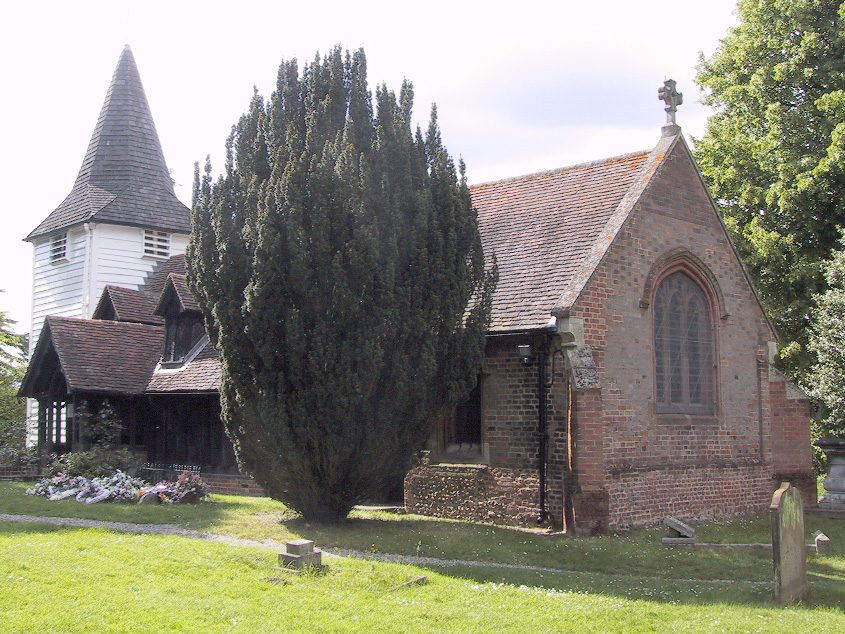
Церковь в Гринстеде, вид с юго-востока. Белая башенка на заднем плане была пристроена в 17-м веке.

Гринстедская церковь — деревянная церковь. Расположена в деревне Гринстед, графство Эссекс, Великобритания.
Долгое время считалось, что церковь была выстроена в 845 году, однако последние дендрохронологические исследования сдвинули предположительную дату постройки на двести лет позже. В результате многочисленных пристроек рядом с дубовой церковью возникло гораздо более внушительное каменное строение.
С северной стороны в деревянной стене храма имеется отверстие, которое именуют «глазком для прокажённых». Согласно местному поверью, через это отверстие за литургией наблюдали больные проказой, которым в средние века не разрешалось входить в церковь.